# Samuel Mazzuchelli
Samuel Mazzuchelli (Milan, 4 novembre 1806 - Benton, 23 février 1864) est un prêtre dominicain italien, fondateur aux États-Unis des Dominicaines de la congrégation du Saint Rosaire de Sinsinawa et reconnu vénérable par l'Église catholique.

## Biographie
Samuel Mazzuchelli naît à Milan le 4 novembre 1806. Après avoir étudié à l'école des clercs réguliers de Somasque à Lugano, il décide en 1823 de rejoindre l'Ordre des Prêcheurs. Il fait ses premières études ecclésiastiques à Faenza qu'il continue à Rome. En 1828, il est envoyé comme missionnaire aux États-Unis pour travailler dans le travail pastoral entre les Amérindiens et les colons catholiques résidant en Ohio et au Michigan. Il est ordonné prêtre le 5 septembre 1830 par Edward Fenwicket vit cinq ans parmi les tribus indigènes du Wisconsin et du nord du Michigan, il publie dans leurs propres langues des livres de catéchisme et de prières mais aussi de musique, de géométrie, d'arithmétique et d'histoire américaine, promouvant leur culture et leurs droits face aux violations auxquelles ils sont soumis par le gouvernement fédéral sous la présidence d'Andrew Jackson.
Ses supérieurs l'envoient ensuite à Dubuque dans le diocèse de Saint Louis, il réorganise la paroisse et place l'église sous le vocable de saint Raphaël ; le 28 juillet 1837, elle est élevée au rang de cathédrale lorsque le pape Grégoire XVI érige le diocèse de Dubuque en prenant sur une partie du territoire de celui de Saint Louis. Mgr Mathias Loras nomme Mazzuchelli vicaire général et obtient du maître de l'ordre des Prêcheurs de pouvoir le garder six ans dans le diocèse.
En 1847, il fonde la congrégation des dominicaines du Très Saint Rosaire de Sinsinawa. L'année suivante, il crée la St. Clara Academy (aujourd'hui l'université dominicaine). Il décède en 1864et reconnu vénérable le 6 juillet 1993 par Jean-Paul II.